# Зайчик (гра)
«Зайчик» (англ. Tiny Bunny) — комп'ютерна гра в жанрах візуальної новели та survival horror, а також психологічний хорор. Створена групою російських розробників Saikono, за мотивами однойменного оповідання інтернет-письменника Дмитра Мордаса. Демо-версія вийшла 20 березня 2020 року, а 16 квітня 2021 року в Steam вийшли перші два епізоди. Доступна лише для платформи Windows. 31 грудня 2021 року вийшов третій епізод. 31 травня 2023 року вийшов 4-й епізод. Йде робота над 5-м — фінальним епізодом. 

## Ігровий процес
«Зайчик» — представник жанру візуальних новел. У процесі розвитку подій гравцю пропонують прочитувати текст знизу екрану, іноді даючи можливість вибирати ті чи інші дії, які впливають на кінцівку. Всього в грі планується від трьох до десяти кінцівок, кожна з яких відрізнятиметься від іншої. Усі діалоги озвучені.

## Сюжет
Дії гри відбуваються на території Росії в тайзі взимку 1999 року. Головного героя звати Антон Петров, йому 12 років. Він навчається у 6-В класі, і вимушено переїхав з міста до невідомого селища разом зі своєю сестрою та батьками.
Антон із самого початку починає помічати якісь дива в селищі, які спочатку, здається, трапляються лише з ним: зустріч дівчинки-лисиці Аліси, зустріч таємничого Хазяїна Лісу, інших звірів, їх танці в лісі та багато іншого.

## Розробка
Розробка велася 5 років, і від початку новела призначалася тільки для мобільних пристроїв, але в майбутньому від цієї ідеї відмовилися.
У процес озвучення було залучено відомих акторів, таких як Борис Репетур та Андрій Ярославцев. Запис проходив у студії «RAVENCAT».
У лютому 2025 року розробники оголосили про заміну музичного супроводу у грі через конфлікт з колишнім композитором. За заявою студії, причиною суперечки стали фінансові розбіжності, що призвело до необхідності виключити оригінальні композиції та замінити їх на нові треки.

## Відгуки критиків
Єгор Бабін із сайту GameGuru назвав гру «добротним» інді-проектом. Тимур Мустафін із Darker похвалив візуальний стиль гри та музичний супровід, зазначивши, що історія у грі «привабливо-похмура».
На Metacritic має оцінку 7,9. На OpenCritic зазначено, що перший епізод «успішно створює похмуру та зловісну атмосферу, але сюжет на цьому етапі не повний».